# Fritz Neugass
Fritz Neugass (geboren 28. März 1899 in Mannheim; gestorben Juni 1979 in New York City) war ein deutscher Kunstkritiker und Fotograf.

## Leben
Fritz Neugass war jüdischer Herkunft. Sein Vater Julius Neugass (1869–1939) war Hals-Nasen-Ohrenarzt in Mannheim. Neugass wurde nach dem Abitur 1917 als Kriegsfreiwilliger Soldat im Ersten Weltkrieg. Er wurde 1918 schwer verletzt und entlassen. Er wandte sich bereits 1917 dem Protestantismus zu. Ab 1919 studierte er Kunstgeschichte und Archäologie in München, Berlin und Bonn und wurde 1924 bei Carl Neumann in Heidelberg promoviert.
1925 war er Volontär am Deutschen Archäologischen Institut in Rom und anschließend in Florenz. 1926 ließ er sich in Paris nieder und wurde Korrespondent zahlreicher deutscher und internationaler Zeitungen. Er berichtete für das Berliner Tageblatt, die Vossische Zeitung und die Weltkunst.
Bekannt wurde er durch seine Rezensionen für die Weltkunst. Er berichtete über die aktuelle Pariser Kunstszene, darunter Porträts von Alf Bayrle und Giorgio de Chirico, ab 1933 unternahm er Reisen und machte Photoreportagen für europäische und amerikanische Zeitungen.
Ab Herbst 1933 war er mit Luise Straus-Ernst liiert, die nach Paris geflohen war.
Kurz nach Ausbruch des Zweiten Weltkrieges wurde Neugass in dem Lager Fort Carré in Antibes interniert. Im November 1939 wurde er nach Les Milles in der Nähe von Aix-en-Provence gebracht. Dort traf er unter anderem auf Max Ernst, Walter Hasenclever und Lion Feuchtwanger. Im Frühjahr 1940 wird er Arbeitssoldat bei der französischen Armee.
Als Journalist wurde er vom Vichy-Regime 1941 der Feindpropaganda beschuldigt und verurteilt. Um der drohenden Ausweisung nach Deutschland zuvorzukommen, floh er Ende 1941 mit der Hilfe von Varian Fry über Casablanca und Kuba in die USA. Von 1942 bis 1947 war in verschiedenen Buchhandlungen tätig. Er erhielt 1947 die US-amerikanische Staatsbürgerschaft. In den 1950er Jahren schrieb er für verschiedene europäische Zeitungen unter anderem Frankfurter Allgemeine Zeitung, Handelsblatt. In der Zeitschrift Weltkunst veröffentlichte er über siebzig Artikel.
In seinem späten Wirken als Journalist bewertete er die Ankaufspolitik der Museen und Strategien des Kunstmarkts, die er kritisch betrachtete.
Seit 1944 war er mit der Bibliothekarin Lotte Labus verheiratet. Sein Nachlass befindet sich in der University at Albany, New York.

## Schriften
- Mittelalterliches Chorgestühl in Deutschland. Straßburg 1927. Dissertation Heidelberg